# Majda Žontar
Majda Žontar, slovenska zgodovinarka, * 17. februar 1936, Ljubljana.

## Življenje in delo
Diplomiraja je 1960 na ljubljanski filozofski fakulteti. V letih 1990−1963 je poučevala na osnovni šoli v Kranju, nato do 1997 delala v Gorenjskem muzeju v Kranju, od 1985 kot muzejska svetovalka in 1992-1995 kot ravnateljica muzeja. Pripravila je veliko zgodovinskih razstav in zanje napisala kataloge. V strokovnih člankih in razpravah pripravljenih ob muzejskih razstavah, se je omejevala predvsem na Gorenjsko. Leta 1996 je prejela Valvasorjevo nagrado.